# Termitoxenus setaceus
Termitoxenus setaceus är en skalbaggsart som beskrevs av Schmidt 1889. Termitoxenus setaceus ingår i släktet Termitoxenus och familjen stumpbaggar. Inga underarter finns listade i Catalogue of Life.